# Discographie de Yes
Cet article présente la discographie du groupe de rock progressif britannique, Yes . Il a enregistré vingt-trois albums studios, dix-sept albums en concert. De nombreuses compilations  ainsi que trente-deux singles complètent sa discographie.

## Présentation
Le groupe, alors formé de Jon Anderson (chant), Chris Squire (basse), Tony Kaye (claviers), Bill Bruford (batterie) et du guitariste Peter Banks, sort son premier album homonyme en juillet 1969 sur le label Atlantic Records. Il sera suivi l'année d'après par Time and a Word, dernier album avec Peter Banks, lequel fera son entrée dans les charts britanniques où il atteindra la 45e place. Le guitariste Steve Howe arrive pour le troisième album intitulé The Yes Album qui sera le premier véritable succès du groupe en se classant à la 4e place au Royaume-Uni et en faisant son entrée dans le Billboard 200 américain (40e place). C'est aussi à partir de cet album que le groupe commence à rallonger la durée de ses compositions. Fragile, quatrième album studio du groupe et premier avec Rick Wakeman qui remplace Tony Kaye, viendra confirmer le succès du groupe (# 7 UK et # 4 US) et sera le premier album du groupe récompensé par un disque d'or aux États-Unis en mars 1972.
En 1973, le groupe sort Close to the Edge (# 4 UK, # 3 US) qui ne comprend que trois titres et qui verra le départ de Bruford qui partira pour rejoindre King Crimson. L'album sera en tête des charts néerlandais. Yes sort alors son premier album enregistré en public Yessongs (# 7 UK, # 12 US) sous le format de triple album, premier album aussi avec Alan White à la batterie. Suivra le double album studio Tales from Topographic Oceans qui verra le groupe obtenir la première place des charts britanniques mais aussi le départ de Rick Wakeman. L'album ne comprend que quatre titres (un par face). Patrick Moraz remplace Wakeman pour l'album Relayer (trois titres, # 4 UK, # 5 US) qui sera le premier a entrer dans les classements français avec une 9e place (disque d'or en 1983). Après la tournée de promotion, les musiciens décident de faire un break pour se consacrer à des projets en solo. Yes revient en 1977 avec l'album Going for the One (# 1 UK, # 8 US) et le retour de Wakeman qui sera suivi un an plus tard par Tormato (# 8 UK, # 10 US). Avec ces deux albums le groupe revient à des morceaux plus courts.
En 1980, Anderson et Wakeman quittent le groupe et sont remplacés par Trevor Horn et Geoff Downes (The Buggles), l'album Drama sort en août et se classe à la deuxième place des charts britanniques. En 1981 le groupe annonce sa dissolution. Cependant le groupe se reforme en 1983 avec le retour d'Anderson et celui de Tony Kaye mais sans Steve Howe remplacé par le guitariste Trevor Rabin. Cette année sort l'album 90125 qui sera le plus grand succès commercial du groupe (triple disque de platine aux USA), propulsé par le single Owner of a Lonely Heart qui se classe à la première place du Billboard Hot 100 américain. L'album est plus orienté pop rock avec des morceaux courts et mélodiques, dans la même veine, Big Generator suit en 1987 mais connait un succès moindre (# 17 UK, # 15 US). Anderson quitte à nouveau le groupe et retrouve Howe, Brudford et Wakeman pour former ABWH qui sortita l'album homonyme en 1989. Squire, Rabin, White et Kaye continuent sous le nom de Yes. Les deux groupes se retrouvent en 1991 pour sortir l'album Union (# 7 UK, # 15 US). Chaque groupe interprète ses compositions avec seul point commun, le chant d'Anderson.
Le groupe éclate à nouveau et l'album Talk (album) (# 20 UK, # 33 US) qui sort en 1994 est enregistré avec la même formation que 90125 et Big Generator. Kaye et Rabin quittent le groupe en 1995 et Howe et Wakeman reviennent. Le groupe sort alors deux albums hybrides, Keys to Ascension (1996) et Keys to Ascension 2 (1997) constitués de titres anciens joué en public et de nouvelles compositions enregistrées en studio. Nouveau départ de Wakeman peu satisfait du résultat. Les nouveaux titres seront réunis en 2001 sur l'album Keystudio.
La valse des musiciens va continuer et le groupe produit toujours des albums studios autour du noyau Anderson, Howe, White, et Squire mais le succès sera moindre. Magnification (2001) est le dernier album avec Jon Anderson et Heaven & Earth le dernier avec Chris Squire (mort en 2015). Il n'y a plus de membres originaux dans le groupe, Steve Howe et Alan White jusqu'au décès de ce dernier en 2022 en étant les seuls rescapés de l'âge d'or. La dernière décennie fait la part belle aux compilations et aux albums live. Mirror to the Sky sorti en 2023 est à ce jour la dernière création studio du groupe.

## Formations
- Sont représentés ici que les formations qui ont enregistré un album studio ou en public.

| Yes 1 - Jon Anderson: chant, guitare acoustique, percussion - Chris Squire: basse, chœurs - Peter Banks: guitares, chœurs - Tony Kaye: claviers - Bill Bruford: batterie, percussions Yes 2 - Jon Anderson: chant, guitare acoustique, percussion - Chris Squire: basse, chœurs - Steve Howe: guitares, chœurs - Tony Kaye: claviers - Bill Bruford: batterie, percussions Yes 3 - Jon Anderson: chant, guitare acoustique, percussion - Chris Squire: basse, chœurs - Steve Howe: guitares, chœurs - Rick Wakeman: claviers - Bill Bruford: batterie, percussions Yes 4 - Jon Anderson: chant, guitare acoustique, percussion - Chris Squire: basse, chœurs - Steve Howe: guitares, chœurs - Rick Wakeman: claviers - Alan White: batterie, percussions Yes 5 - Jon Anderson: chant, guitare acoustique, percussion - Chris Squire: basse, chœurs - Steve Howe: guitares, chœurs - Patrick Moraz: claviers - Alan White: batterie, percussions Yes 6 - Trevor Horn: chant, chœurs - Chris Squire: basse, chœurs - Steve Howe: guitares, chœurs - Geoff Downes: claviers - Alan White: batterie, percussions Yes 7 - Jon Anderson: chant - Chris Squire: basse, chœurs - Trevor Rabin: guitares, chœurs - Tony Kaye: claviers - Alan White: batterie, percussions Yes 8 - Jon Anderson: chant, guitare acoustique, percussion - Chris Squire: basse, chœurs - Steve Howe: guitares, chœurs - Trevor Rabin: guitares, chœurs - Rick Wakeman: claviers - Tony Kaye: claviers - Alan White: batterie, percussions - Bill Bruford: batterie, percussions | Yes 9 - Jon Anderson: chant, guitare acoustique, percussion - Chris Squire: basse, chœurs - Steve Howe: guitares, chœurs - Billy Sherwood: claviers, guitare, , chœurs - Alan White: batterie, percussions Yes 10 - Jon Anderson: chant, guitare acoustique, percussion - Chris Squire: basse, chœurs - Steve Howe: guitares, chœurs - Billy Sherwood: claviers, guitare, , chœurs - Igor Khoroshev: claviers, chœurs - Alan White: batterie, percussions Yes 11 - Jon Anderson: chant, guitare acoustique, percussion - Chris Squire: basse, chœurs - Steve Howe: guitares, chœurs - Alan White: batterie, piano, percussions Yes 12 - Benoît David: chant (2011 edition) - Trevor Horn: chant, chœurs (2018 edition) - Chris Squire: basse, chœurs - Steve Howe: guitares, chœurs - Geoff Downes: claviers - Alan White: batterie, percussions Yes 13 - Jon Davison: chant, guitare acoustique - Chris Squire: basse, chœurs - Steve Howe: guitares, chœurs - Geoff Downes: claviers - Alan White: batterie, percussions Yes 14 - Benoît David: chant - Chris Squire: basse, chœurs - Steve Howe: guitares, chœurs - Oliver Wakeman: claviers, chant - Alan White: batterie, percussions Yes 15 - Jon Davison: chant, guitare acoustiaue - Steve Howe: guitares, chœurs - Billy Sherwood: basse, clavier, guitare acoustique - Geoff Downes: claviers - Alan White: batterie, percussions Yes 16 - Jon Davison: chant, guitare acoustique - Steve Howe: guitares, chœurs - Billy Sherwood: basse, clavier, guitare acoustique - Geoff Downes: claviers - Jay Schellen: batterie, percussions |

## Albums

### Albums studio
| Titre                                                                          | Détails                                                                     | Classements des ventes | Classements des ventes | Classements des ventes | Classements des ventes | Classements des ventes | Classements des ventes | Classements des ventes | Classements des ventes | Classements des ventes | Classements des ventes | Classements des ventes | Classements des ventes | Classements des ventes | Classements des ventes | Classements des ventes | Classements des ventes | Classements des ventes | Classements des ventes | Classements des ventes | Certifications                                                        |
| Titre                                                                          | Détails                                                                     | R-U                    | ALL                    | AUS                    | AUT                    | BEL                    | BEL                    | CAN                    | ÉCO                    | ESP                    | FIN                    | FRA                    | ITA                    | NOR                    | N-Z                    | P-B                    | POR                    | SUÈ                    | SUI                    | USA                    | Certifications                                                        |
| Titre                                                                          | Détails                                                                     | R-U                    | ALL                    | AUS                    | AUT                    | (V)                    | (W)                    | CAN                    | ÉCO                    | ESP                    | FIN                    | FRA                    | ITA                    | NOR                    | N-Z                    | P-B                    | POR                    | SUÈ                    | SUI                    | USA                    | Certifications                                                        |
| ------------------------------------------------------------------------------ | --------------------------------------------------------------------------- | ---------------------- | ---------------------- | ---------------------- | ---------------------- | ---------------------- | ---------------------- | ---------------------- | ---------------------- | ---------------------- | ---------------------- | ---------------------- | ---------------------- | ---------------------- | ---------------------- | ---------------------- | ---------------------- | ---------------------- | ---------------------- | ---------------------- | --------------------------------------------------------------------- |
| Yes                                                                            | - Sortie : 25 juillet 1969 - Label : Atlantic - Formation: Yes 1            | —                      | —                      | 39                     | —                      | —                      | —                      | —                      | —                      | —                      | —                      | —                      | —                      | —                      | —                      | —                      | —                      | —                      | —                      | —                      | —                                                                     |
| Time and a Word                                                                | - Sortie : 24 juillet 1970 - Label : Atlantic - Formation: Yes 1            | 45                     | —                      | 22                     | —                      | —                      | —                      | —                      | —                      | —                      | —                      | —                      | —                      | —                      | —                      | —                      | —                      | —                      | —                      | —                      | —                                                                     |
| The Yes Album                                                                  | - Sortie : 19 février 1971 - Label : Atlantic - Formation : Yes 2           | 4                      | —                      | 20                     | —                      | —                      | —                      | —                      | —                      | —                      | —                      | —                      | —                      | —                      | —                      | 7                      | —                      | —                      | —                      | 40                     | : Argent · : Platine                                                  |
| Fragile                                                                        | - Sortie : 26 novembre 1971 - Label :Atlantic - Formation : Yes 3           | 7                      | —                      | 29                     | —                      | —                      | —                      | 6                      | —                      | —                      | —                      | —                      | —                      | —                      | —                      | 8                      | —                      | —                      | —                      | 4                      | : Platine · : 2 × Platine                                             |
| Close to the Edge                                                              | - Sortie : 13 septembre 1972 - Label : Atlantic - Formation : Yes 3         | 4                      | 36                     | 10                     | —                      | —                      | —                      | 7                      | —                      | —                      | —                      | —                      | 14                     | —                      | —                      | 1                      | —                      | —                      | —                      | 3                      | : Platine · : Platine · : Platine                                     |
| Tales from Topographic Oceans                                                  | - Sortie : 7 décembre 1973 - Label : Atlantic - Formation : Yes 4           | 1                      | 26                     | 12                     | —                      | —                      | —                      | 4                      | 60                     | —                      | —                      | —                      | 16                     | 8                      | —                      | 8                      | —                      | —                      | —                      | 6                      | : Or · : Or                                                           |
| Relayer                                                                        | - Sortie : 28 novembre 1974 - Label : Atlantic - Formation : Yes 5          | 4                      | 27                     | 15                     | —                      | —                      | —                      | 22                     | —                      | —                      | —                      | 9                      | 17                     | 18                     | —                      | 10                     | —                      | —                      | —                      | 5                      | : Or · : Or                                                           |
| Going for the One                                                              | - Sortie : 7 juillet 1977 - Label : Atlantic - Formation : Yes 4            | 1                      | 6                      | 16                     | —                      | —                      | —                      | 8                      | —                      | —                      | —                      | 10                     | —                      | 7                      | 11                     | 9                      | —                      | 10                     | —                      | 8                      | : Or · : Or · : Or                                                    |
| Tormato                                                                        | - Sortie : 8 septembre 1978 - Label : Atlantic - Formation : Yes 4          | 8                      | 36                     | 22                     | —                      | —                      | —                      | 30                     | —                      | —                      | —                      | 9                      | —                      | 9                      | 34                     | 17                     | —                      | 18                     | —                      | 10                     | : Or · : Platine                                                      |
| Drama                                                                          | - Sortie : 18 août 1980 - Label : Atlantic - Formation : Yes 6              | 2                      | 50                     | 69                     | —                      | —                      | —                      | 41                     | —                      | —                      | —                      | 21                     | —                      | — 11                   | 44                     | 18                     | —                      | 19                     | —                      | 18                     | : Argent ·                                                            |
| 90125                                                                          | - Sortie : 7 novembre 1983 - Label : Atco - Formation : Formation : Yes 7   | 16                     | 2                      | 27                     | 9                      | —                      | —                      | 3                      | —                      | —                      | —                      | 2                      | 10                     | 8                      | 25                     | 4                      | —                      | 7                      | 3                      | 5                      | : Or · : Platine · : Or · : 2 × Platine · : Or · : Or · : 3 × Platine |
| Big Generator                                                                  | - Sortie : 17 septembre 1987 - Label : Atco - Formation : Yes 7             | 17                     | 25                     | 44                     | —                      | —                      | —                      | 14                     | —                      | —                      | —                      | —                      | 25                     | —                      | —                      | 18                     | —                      | 14                     | 22                     | 15                     | : Platine                                                             |
| Union                                                                          | - Sortie : 30 avril 1991 - Label : Arista - Formation : Yes 8               | 7                      | 15                     | —                      | —                      | —                      | —                      | 15                     | —                      | —                      | —                      | —                      | —                      | —                      | —                      | 17                     | —                      | 32                     | 16                     | 15                     | : Or                                                                  |
| Talk                                                                           | - Sortie : 21 mars 1994 - Label : Victory Music - Formation : Yes 7         | 20                     | 45                     | —                      | —                      | —                      | —                      | 47                     | 31                     | —                      | —                      | —                      | —                      | —                      | —                      | 47                     | —                      | 31                     | 29                     | 33                     | —                                                                     |
| Open Your Eyes                                                                 | - Sortie : 24 novembre 1997 - Label : Eagle Records - Formation : Yes 9     | —                      | —                      | —                      | —                      | —                      | —                      | —                      | —                      | —                      | —                      | —                      | —                      | —                      | —                      | —                      | —                      | —                      | —                      | 151                    | —                                                                     |
| The Ladder                                                                     | - Sortie : 20 septembre 1999 - Label : Eagle Records - Formation : Yes 10   | 36                     | 38                     | —                      | —                      | —                      | —                      | —                      | 48                     | —                      | —                      | —                      | —                      | —                      | —                      | 70                     | —                      | —                      | —                      | 99                     | —                                                                     |
| Magnification                                                                  | - Sortie : 10 septembre 2001 - Label : Eagle Records - Formation : Yes 11   | 71                     | 64                     | —                      | —                      | —                      | —                      | —                      | 57                     | —                      | —                      | —                      | —                      | —                      | —                      | 81                     | —                      | —                      | —                      | 186                    | —                                                                     |
| Fly from Here                                                                  | - Sortie : 22 juin 2011 - Label : Frontiers Records - Formation : Yes 12    | 30                     | 16                     | —                      | —                      | —                      | 48                     | —                      | 19                     | —                      | —                      | —                      | 49                     | 24                     | —                      | 43                     | —                      | 31                     | 39                     | 36                     | —                                                                     |
| Heaven & Earth                                                                 | - Sortie : 16 juillet 2014 - Label : Frontiers - Formation : Yes 13         | 20                     | 23                     | —                      | 56                     | 117                    | 50                     | —                      | 18                     | —                      | 45                     | 181                    | —                      | —                      | —                      | 41                     | —                      | —                      | 29                     | 26                     | —                                                                     |
| From a Page                                                                    | - Sortie : 25 octobre 2019 - Label : Yes 97 LLC - Formation : Yes 14        | —                      | —                      | —                      | —                      | —                      | —                      | —                      | —                      | —                      | —                      | —                      | —                      | —                      | —                      | —                      | —                      | —                      | —                      | —                      | —                                                                     |
| The Quest                                                                      | - Sortie : 1er octobre 2021 - Label : Inside Out Music - Formation : Yes 15 | 20                     | 7                      | —                      | 14                     | 72                     | 30                     | —                      | 7                      | 62                     | 40                     | 85                     | 60                     | 38                     | —                      | 54                     | 44                     | —                      | 5                      | —                      | —                                                                     |
| Mirror to the Sky                                                              | - Sortie : 19 mai 2023 - Label : Inside Out Music - Formation : Yes 16      | 30                     | 12                     | —                      | 53                     | 93                     | 55                     | —                      | 6                      | 98                     | —                      | 99                     | 61                     | —                      | —                      | 84                     | 35                     | —                      | 9                      | —                      | —                                                                     |
| "—" indique que l'album n'entra pas dans les classements musicaux de ces pays. |                                                                             |                        |                        |                        |                        |                        |                        |                        |                        |                        |                        |                        |                        |                        |                        |                        |                        |                        |                        |                        |                                                                       |

### Albums en concert
| Titre                                                                          | Détails                                                                                          | Classements des ventes | Classements des ventes | Classements des ventes | Classements des ventes | Classements des ventes | Classements des ventes | Classements des ventes | Classements des ventes | Classements des ventes | Classements des ventes | Classements des ventes | Classements des ventes | Classements des ventes | Classements des ventes | Certifications          |
| Titre                                                                          | Détails                                                                                          | R-U                    | ALL                    | AUS                    | BEL                    | BEL                    | CAN                    | ÉCO                    | ESP                    | FRA                    | ITA                    | NOR                    | P-B                    | SUI                    | USA                    | Certifications          |
| Titre                                                                          | Détails                                                                                          | R-U                    | ALL                    | AUS                    | (V)                    | (W)                    | CAN                    | ÉCO                    | ESP                    | FRA                    | ITA                    | NOR                    | P-B                    | SUI                    | USA                    | Certifications          |
| ------------------------------------------------------------------------------ | ------------------------------------------------------------------------------------------------ | ---------------------- | ---------------------- | ---------------------- | ---------------------- | ---------------------- | ---------------------- | ---------------------- | ---------------------- | ---------------------- | ---------------------- | ---------------------- | ---------------------- | ---------------------- | ---------------------- | ----------------------- |
| Yessongs                                                                       | - Sortie : 4 mai 1973 - Label : Atlantic Records - Formation : Yes 4 + Bruford                   | 7                      | 28                     | 8                      | —                      | —                      | 8                      | —                      | —                      | —                      | 9                      | —                      | —                      | —                      | 12                     | : Or · : Or · : Platine |
| Yesshows                                                                       | - Sortie : 24 novembre 1980 - Label : Atlantic - Formation : Yes 3 + Moraz                       | 22                     | —                      | —                      | —                      | —                      | —                      | —                      | —                      | —                      | —                      | 32                     | —                      | —                      | 43                     | : Argent ·              |
| 9012Live: The Solos                                                            | - Sortie : 7 novembre 1985 - Label : Atlantic - Formation : Yes 7                                | 44                     | —                      | —                      | —                      | —                      | 88                     | —                      | —                      | —                      | —                      | —                      | —                      | —                      | 81                     | —                       |
| Keys to Ascension                                                              | - Sortie : 28 octobre 1996 - Live / Studio Album - Label : Essential Records - Formation : Yes 4 | 48                     | —                      | 22                     | —                      | 86                     | —                      | 69                     | —                      | —                      | —                      | —                      | —                      | —                      | 99                     | —                       |
| Keys to Ascension 2                                                            | - Sortie : 3 novembre 1997 - Live / Studio Album - Label : Essential - Formation : Yes 4         | 62                     | —                      | —                      | —                      | —                      | —                      | 89                     | —                      | —                      | —                      | —                      | —                      | —                      | —                      | —                       |
| Something Is Coming: The BBC Recordings 1969-1970                              | - Sortie : 14 octobre 1997 - Label : New Millenium Com. - Formation : Yes 1                      | —                      | —                      | —                      | —                      | —                      | —                      | —                      | —                      | —                      | —                      | —                      | —                      | —                      | —                      | —                       |
| House of Yes Live from the House of Blues                                      | - Sortie : 25 septembre 2000 - Label : Eagle Records - Formation : Yes 10                        | —                      | —                      | —                      | —                      | —                      | —                      | —                      | —                      | —                      | —                      | —                      | —                      | —                      | —                      | —                       |
| Live at Montreux 2003                                                          | - Sortie : 3 septembre 2007 - Label : Eagle Records - Formation : Yes 4                          | —                      | —                      | —                      | —                      | —                      | —                      | —                      | —                      | —                      | —                      | —                      | —                      | —                      | —                      | —                       |
| Symphonic Live                                                                 | - Sortie : 24 février 2009 - Label : Eagle Records - Formation : Yes 11                          | —                      | —                      | —                      | —                      | —                      | —                      | —                      | —                      | —                      | —                      | —                      | —                      | —                      | —                      | —                       |
| In the Present – Live from Lyon                                                | - Sortie : 29 novembre 2011 - Label : Frontiers Records - Formation : Yes 14                     | —                      | —                      | —                      | —                      | —                      | —                      | —                      | —                      | —                      | —                      | —                      | —                      | —                      | —                      | —                       |
| Songs from Tsongas Yes 35th Anniversary Concerts                               | - Sortie : septembre 2014 - Label : Eagle Records - Formation : Yes 4                            | —                      | —                      | —                      | 189                    | 142                    | —                      | —                      | —                      | —                      | —                      | —                      | —                      | —                      | —                      | —                       |
| Like It Is: Yes at the Bristol Hippodrome                                      | - Sortie : 5 décembre 2014 - Label : Frontiers Records - Formation : Yes 13                      | —                      | —                      | —                      | —                      | —                      | —                      | —                      | —                      | —                      | —                      | —                      | —                      | —                      | —                      | —                       |
| Progeny: Seven Shows from Seventy-Two                                          | - Sortie : 19 mai 2015 - Label : Rhino Records - Box set de 14 CD - Formation : Yes              | 64                     | 57                     | —                      | —                      | —                      | —                      | 52                     | —                      | —                      | 48                     | —                      | —                      | —                      | —                      | —                       |
| Like It Is: Yes at the Mesa Arts Center                                        | - Sortie : 3 juillet 2015 - Label : Frontiers Records - Formation : Yes 13                       | —                      | 96                     | —                      | 180                    | 107                    | —                      | —                      | —                      | —                      | —                      | —                      | 83                     | —                      | —                      | —                       |
| Topographic Drama – Live Across America                                        | - Sortie : 24 novembre 2017 - Label : Rhino - Formation : Yes 15                                 | —                      | —                      | —                      | —                      | 136                    | —                      | 94                     | 91                     | —                      | —                      | —                      | 188                    | —                      | —                      | —                       |
| Yes 50 Live                                                                    | - Sortie : 2 août 2019 - Label : Rhino Records - Formation : Yes 16 + Kaye & Moraz               | —                      | 62                     | —                      | —                      | 75                     | —                      | 19                     | 80                     | 151                    | 83                     | —                      | —                      | 84                     | —                      | —                       |
| The Royal Affair Tour - Live From Las Vegas                                    | - Sortie : 30 octobre 2020 - Label : BMG - Formation : Yes 15                                    | —                      | —                      | —                      | —                      | 163                    | —                      | 61                     | —                      | —                      | —                      | —                      | —                      | —                      | —                      | —                       |
| Live At Knoxville Civic Auditorium                                             | - Sortie : 22 avril 2023 - Label : Rhino - Formation : Yes 4                                     | —                      | —                      | —                      | —                      | —                      | —                      | —                      | —                      | —                      | —                      | —                      | —                      | —                      | —                      | —                       |
| Live at Boston Gardens                                                         | - Sortie : 2023 - Label : Parachute - Formation : Yes 5                                          | —                      | —                      | —                      | —                      | —                      | —                      | —                      | —                      | —                      | —                      | —                      | —                      | —                      | —                      | —                       |
| "—" indique que l'album n'entra pas dans les classements musicaux de ces pays. |                                                                                                  |                        |                        |                        |                        |                        |                        |                        |                        |                        |                        |                        |                        |                        |                        |                         |

### Compilations

#### Principales compilations
| Titre                                                                          | Détails                                                                | Classements des ventes | Classements des ventes | Classements des ventes | Classements des ventes | Classements des ventes | Certifications       |
| Titre                                                                          | Détails                                                                | R-U                    | ALL                    | CAN                    | ÉCO                    | USA                    | Certifications       |
| ------------------------------------------------------------------------------ | ---------------------------------------------------------------------- | ---------------------- | ---------------------- | ---------------------- | ---------------------- | ---------------------- | -------------------- |
| Yesterdays                                                                     | - Sortie : 28 février 1975 - Label : Atlantic Records                  | 27                     | —                      | 13                     | —                      | 17                     | —                    |
| Classic Yes                                                                    | - Sortie : 30 novembre 1981 - Label : Atlantic                         | —                      | —                      | —                      | —                      | 142                    | : Argent · : Platine |
| YesYears                                                                       | - Sortie : 1991 - Label : Atco Records - Box set de 4 CD               | —                      | —                      | —                      | —                      | —                      | —                    |
| Yesstory                                                                       | - Sortie : septembre 1991 - Label : Atco - 2 x CD                      | —                      | —                      | —                      | —                      | —                      | —                    |
| Highlights: The Very Best of Yes                                               | - Sortie : 24 avril 1993 - Label : Atlantic                            | —                      | —                      | —                      | —                      | —                      | : Or                 |
| Yes, Friends and Relatives                                                     | - Sortie : 1998 - Label : Eagle Records - 2 x CD                       | —                      | —                      | —                      | —                      | —                      | —                    |
| Yes, Friends and Relatives Volume Two                                          | - Sortie : 2000 - Label : Eagle Records - 2 x CD                       | —                      | —                      | —                      | —                      | —                      | —                    |
| Keystudio                                                                      | - Sortie : 21 mai 2001 - Label : Sanctuary Records                     | —                      | —                      | —                      | —                      | —                      | —                    |
| In a Word: Yes                                                                 | - Sortie : 30 juillet 2002 - Label : Rhino Records - Box set de 5 CD   | —                      | —                      | —                      | —                      | —                      | —                    |
| The Ultimate Yes: 35th Anniversary Collection                                  | - Sortie : 28 juillet 2003 - Label : Warner - 3 x CD (US), 2 x CD (UK) | 10                     | —                      | —                      | 13                     | 131                    | —                    |
| Essentially Yes                                                                | - Sortie : 2006 - Label : Eagle Records - 5 x CD                       | —                      | —                      | —                      | —                      | —                      | —                    |
| The Studio Albums 1969–1987                                                    | - Sortie : 6 décembre 2013 - Label : Rhino - Box set de 12 Cd          | —                      | —                      | —                      | —                      | —                      | —                    |
| The Steven Wilson Remixes                                                      | - Sortie : 28 juin 2018 - Label : Atlantic - Bos set de 5 Cd           | —                      | 86                     | —                      | 98                     | —                      | —                    |
| Yessingles                                                                     | - Sortie : 6 octobre 2023 - Label : Rhino                              | —                      | —                      | —                      | —                      | —                      | —                    |
| "—" indique que l'album n'entra pas dans les classements musicaux de ces pays. |                                                                        |                        |                        |                        |                        |                        |                      |

#### Autres compilations
- 1973 : 2 Originals of Yes - Album double réunissant les deux premiers albums, Yes et Time And A Word
- 1984 : Twelve Inches On Tape - Cassette - Contient 4 remix de Leave It et Owner Of A Lonely Heart - Produit par Trevor Horn
- 2000 : The Masterworks – Mix Your Own
- 2000 : The Best Of
- 2002 : Extended Versions (The Encore Collection)
- 2002 : Yes-today (Anderson, Squire, White, Howe, Sherwood, Khoroshev)
- 2003 : Yes Remixes - (Mixé par le fils de Steve Howe, Virgil)
- 2004 : Yes Topography - The Yes Anthology (2 CD)
- 2005 : The Word is Live - (Coffret 3 CD)
- 2006 : Before The Birth Of Yes - Pre-Yes Tracks 1963-1970 - (2 CD)
- 2006 : Yes, Live And Solo: The Yes Collection - (Boîtier 3 CD)
- 2011 : High Vibration Box Set - (Boîtier 14 CD)

## Promotions
- 1976 : Yes Solos (Compilation des premiers albums solo de Anderson, Howe, Squire, Moraz et White)
- 1977 : Yes – An Evening with Jon Anderson (Interview; Anderson)
- 1993 : Affirmative: the Yes Solo - Family Album (Compilation solo des membres du groupe)
- 1993 : Symphonic Music of Yes - The London Philharmonic Orchestra With Steve Howe • Bill Bruford • Jon Anderson
- 1994 : Yes – active (Album Talk plus Matériel Bonus sur CD-ROM)
- 1997 : Open Your Eyes (Album complet en surround sound)

## Hommages
- 1993 : Affirmative: the Yes Solo Family Album
- 1995 : Tales From Yesterday
- 1998 : Yes, Friends & Relatives
- 2000 : Yes, Friends & Relatives Vol 2
- 2001 : The Revealing Songs Of Yes - A Tribute To Yes (Avec Adam & Oliver Wakeman, Chris Squire & Alan White)
- 2014 : The Many Faces of Yes: A Journey Through the Inner World of Yes
- 2018 : Yesterday and Today - (Avec Geoff Downes, Tony Kaye, Steve Hackett, Robert Berry, Jon Davison, Billy Sherwood, etc)

## Singles
Sweetness est le premier single du groupe, il sort peu de temps avant le premier album mais ne se classa pas dans les charts. Les trois premiers albums seront promus chacun par deux singles et Your Move, un extrait du morceau I've Seen All Good People paru sur l'album The Yes Album, sera le premier à entrer dans les charts américan du Billboard Magazine où il atteindra la 40e place. Comme la plupart des groupes de rock progressif, Yes privilège les long morceaux, peu enclins à sortir en singles ou alors dans une version raccourcie. Il faudra attendre Wonderous Stories extrait du septième album studio, Going for the One, pour voir un single du groupe entrer dans les charts britanniques (# 7e place). C'est dans les années 80, que le groupe sortira deux albums (90125 et Big Generator) qui privilègent les titres plus courts et plus orientés pop rock. Il en résulte le single Owner of a Lonely Heart qui sera la chanson qui aura le plus grand succès (# 1 US, # 2 au Canada, # 4 en France) et qui se classa dans la plupart des pays. D'autres chansons de ses deux albums se classeront dans les charts américains du Billboard Hot 100 où ceux du Mainstream Rock Tracks. Par la suite les autres singles ou singles promotionnels du groupe n'apparaitront plus que le classement "Mainstream rock" américain.
| Titre                                                                          | Détails                                                                                       | Classements des ventes | Classements des ventes | Classements des ventes | Classements des ventes | Classements des ventes | Classements des ventes | Classements des ventes | Classements des ventes | Classements des ventes | Classements des ventes | Classements des ventes | Classements des ventes | Classements des ventes | Classements des ventes | Classements des ventes | Classements des ventes | De l'album        |
| Titre                                                                          | Détails                                                                                       | UK                     | ALL                    | AUS                    | AUT                    | BEL (V)                | CAN                    | FRA                    | ITA                    | IRL                    | NOR                    | N-Z                    | P-B                    | SUÈ                    | SUI                    | USA Hot 100            | USA Rock.              | De l'album        |
| ------------------------------------------------------------------------------ | --------------------------------------------------------------------------------------------- | ---------------------- | ---------------------- | ---------------------- | ---------------------- | ---------------------- | ---------------------- | ---------------------- | ---------------------- | ---------------------- | ---------------------- | ---------------------- | ---------------------- | ---------------------- | ---------------------- | ---------------------- | ---------------------- | ----------------- |
| Sweetness                                                                      | - Sortie : 4 juillet 1969 - Face B : Something Is Coming - Label : Atlantic                   | —                      | —                      | —                      | —                      | —                      | —                      | —                      | —                      | —                      | —                      | —                      | —                      | —                      | —                      | —                      | —                      | Yes               |
| Looking Around                                                                 | - Sortie : 3 novembre 1969 - Face B : Everydays - Label : Atlantic                            | —                      | —                      | —                      | —                      | —                      | —                      | —                      | —                      | —                      | —                      | —                      | —                      | —                      | —                      | —                      | —                      | Yes               |
| Time and a Word (Edit)                                                         | - Sortie : 27 mars 1970 - Face B : The Prophet - Label : Atlantic                             | —                      | —                      | —                      | —                      | —                      | —                      | —                      | —                      | —                      | —                      | —                      | —                      | —                      | —                      | —                      | —                      | Time and a Word   |
| Sweet Dreams                                                                   | - Sortie : juin 1970 - Face B : Dear Father - Label : Atlantic                                | —                      | —                      | —                      | —                      | —                      | —                      | —                      | —                      | —                      | —                      | —                      | —                      | —                      | —                      | —                      | —                      | Time and a Word   |
| Your Move                                                                      | - Sortie : - Face B : The Clap - Label : Atlantic                                             | —                      | —                      | —                      | —                      | —                      | —                      | —                      | —                      | —                      | —                      | —                      | —                      | —                      | —                      | 40                     | —                      | The Yes Album     |
| Your's Is No Disgrace (Edit)                                                   | - Sortie : 1971 - Face B : The Clap - Label : Atlantic                                        | —                      | —                      | —                      | —                      | —                      | —                      | —                      | —                      | —                      | —                      | —                      | —                      | —                      | —                      | —                      | —                      | The Yes Album     |
| Roundabout (Edit)                                                              | - Sortie : 26 novembre 1971 - Face B : Long Distance Runaround - Label : Atlantic             | —                      | —                      | —                      | —                      | —                      | 9                      | —                      | —                      | —                      | —                      | —                      | 27                     | —                      | —                      | 13                     | —                      | Fragile           |
| America (Edit)                                                                 | - Sortie : 17 juillet 1972 - Face B : Total Mass Retain - Label : Atlantic                    | —                      | —                      | —                      | —                      | —                      | 43                     | —                      | —                      | —                      | —                      | —                      | —                      | —                      | —                      | 46                     | —                      | Non-album single  |
| And You and I (Part I)                                                         | - Sortie : 7 octobre 1972 - Face B : And You and I (Part II) - Label : Atlantic               | —                      | —                      | —                      | —                      | —                      | 76                     | —                      | —                      | —                      | —                      | —                      | —                      | —                      | —                      | 42                     | —                      | Close to the Edge |
| And You and I (Part I) (live)                                                  | - Sortie : 1973 uniquement - Face B : And You and I (Part II)(live) - Label : Atlantic        | —                      | —                      | —                      | —                      | —                      | —                      | —                      | —                      | —                      | —                      | —                      | —                      | —                      | —                      | —                      | —                      | Yessongs          |
| Soon                                                                           | - Sortie : 8 janvier 1975 - Face B : Sound Chaser - Label : Atlantic                          | —                      | —                      | —                      | —                      | —                      | —                      | —                      | —                      | —                      | —                      | —                      | —                      | —                      | —                      | —                      | —                      | Relayer           |
| Wonderous Stories                                                              | - Sortie : 7 septembre 1977 - Face B : Awaken (Part I) - Label : Atlantic                     | 7                      | —                      | —                      | —                      | —                      | —                      | —                      | —                      | 6                      | —                      | —                      | —                      | —                      | —                      | —                      | —                      | Going for the One |
| Going for the One                                                              | - Sortie : - Face B : Parallels - Label : Atlantic                                            | 24                     | —                      | —                      | —                      | —                      | —                      | —                      | —                      | 16                     | —                      | —                      | —                      | —                      | —                      | —                      | —                      | Going for the One |
| Don't Kill the Whale                                                           | - Sortie : 25 août 1978 - Face B : Abilene - Label : Atlantic                                 | 36                     | —                      | —                      | —                      | —                      | —                      | —                      | —                      | —                      | —                      | —                      | —                      | —                      | —                      | —                      | —                      | Tormato           |
| Release Release                                                                | - Sortie : 1978 uniquement - Face B : Don't Kill the Whale - Label : Atlantic                 | —                      | —                      | —                      | —                      | —                      | —                      | —                      | —                      | —                      | —                      | —                      | —                      | —                      | —                      | —                      | —                      | Tormato           |
| Into the Lens (I am the Camera)                                                | - Sortie : 17 octobre 1980 - Face B : Does It Really Happen? - Label : Atlantic               | —                      | —                      | —                      | —                      | —                      | —                      | —                      | —                      | —                      | —                      | —                      | —                      | —                      | —                      | —                      | —                      | Drama             |
| Run Through the Night                                                          | - Sortie : mars 1981 - Face B : White Car - Label : Atlantic                                  | —                      | —                      | —                      | —                      | —                      | —                      | —                      | —                      | —                      | —                      | —                      | —                      | —                      | —                      | —                      | —                      | Drama             |
| Owner of a Lonely Heart                                                        | - Sortie : octobre 1983 - Face B : Our Song - Label : Atco - Argent                           | 28                     | 10                     | 14                     | 17                     | 6                      | 2                      | 4                      | 12                     | 30                     | 6                      | 16                     | 7                      | 4                      | 11                     | 1                      | 1                      | 90125             |
| Leave It                                                                       | - Sortie : Février 1984 - Face B : Leave It (A cappella) - Label : Atco                       | 56                     | —                      | —                      | —                      | —                      | —                      | —                      | —                      | —                      | —                      | —                      | —                      | —                      | —                      | 24                     | 3                      | 90125             |
| It Can Happen (Edit)                                                           | - Sortie : mai 1984 - Face B : It Can Happen (Live) - Label : Atco                            | —                      | —                      | —                      | —                      | —                      | —                      | —                      | —                      | —                      | —                      | —                      | —                      | —                      | —                      | 51                     | 5                      | 90125             |
| Love Will Find a Way                                                           | - Sortie : 18 septembre 1987 - Face B : Holy Lamb - Label : Atco                              | 73                     | —                      | —                      | —                      | —                      | 30                     | —                      | —                      | —                      | —                      | —                      | —                      | —                      | —                      | 30                     | 1                      | Big Generator     |
| Rhythm of Love                                                                 | - Sortie : 7 décembre 1987 - Face B : City of Love - Label : Atco                             | —                      | —                      | —                      | —                      | —                      | —                      | —                      | —                      | —                      | —                      | —                      | —                      | —                      | —                      | 40                     | 2                      | Big Generator     |
| Lift Me Up                                                                     | - Sortie : avril 1991 - Face B : Take the Water to the Mountain - Label : Arista              | —                      | —                      | —                      | —                      | —                      | —                      | —                      | —                      | —                      | —                      | —                      | —                      | —                      | —                      | 86                     | 1                      | Union             |
| Saving My Heart                                                                | - Sortie : 1er juillet 1991 - Face B : Lift Me Up (Edit) - Label : Arista                     | —                      | —                      | —                      | —                      | —                      | —                      | —                      | —                      | —                      | —                      | —                      | —                      | —                      | —                      | —                      | 9                      | Union             |
| The Calling (Edit)                                                             | - Sortie : mars 1994 - Face B : Silent Spring / The Calling (album version) - Label : Victory | —                      | —                      | —                      | —                      | —                      | —                      | —                      | —                      | —                      | —                      | —                      | —                      | —                      | —                      | —                      | 3                      | Talk              |
| "—" indique que l'album n'entra pas dans les classements musicaux de ces pays. |                                                                                               |                        |                        |                        |                        |                        |                        |                        |                        |                        |                        |                        |                        |                        |                        |                        |                        |                   |

### Singles promotionnels
| Titre                                                                          | Détails | Classements des ventes | De l'album                    |
| Titre                                                                          | Détails | USA Main,              | De l'album                    |
| ------------------------------------------------------------------------------ | --- | ---------------------- | ----------------------------- |
| Our Song                                                                       | - Sortie : novembre 1983 - Label : Atco                                                                                   | 32                     | 90125                         |
| Changes                                                                        | - Sortie : novembre 1983 - Face B : Leave It - Label : Atco                                                               | 6                      | 90125                         |
| Hold On (Edit)                                                                 | - Sortie : mars 1984 - Face B : Hold On (album version) - Label : Atco                                                    | 43                     | 90125                         |
| Hold On                                                                        | - Sortie : novembre 1985 - Face B : – - Label :Atco                                                                       | 27                     | 9012Live: The Solos           |
| Shoot High Aim Low                                                             | - Sortie : 1987 - Label : Atco                                                                                            | 11                     | Big Generator                 |
| Final Eyes                                                                     | - Sortie : février 1988 - Label : Atco                                                                                    | 20                     | Big Generator                 |
| I Would Have Waited Forever (Edit)                                             | - Sortie : août 1991 - Face B : I Would Have Waited Forever (Album version) - Label : Arista                              | 49                     | Union                         |
| Make It Easy (Edit)                                                            | - Sortie : août 1991 - Label : Atco                                                                                       | 36                     | YesYears                      |
| Walls (Radio Edit)                                                             | - Sortie : juin 1994 - Face B : Walls (Album version) - Label : Victory                                                   | 24                     | Talk                          |
| Open Your Eyes                                                                 | - Sortie : novembre 1997 - Label : Eagle Records                                                                          | 33                     | Open Your Eyes (album de Yes) |
| Homeworld (The ladder) (Radio Edit)                                            | - Sortie : 1999 - Face B : Homeworld (The ladder) (Album version) - Label : Beyond Records                                | —                      | The Ladder                    |
| Lightning Strikes (Radio Edit)                                                 | - Sortie : 1999 - Face B : Lightning Strikes (Album Version) / Lightning Strikes (Call Out Hook) - Label : Beyond Records | —                      | The Ladder                    |
| If Only You Knew (Radio Edit)                                                  | - Sortie : 1999 - Face B : If Only You Knew (Radio Edit 2) / If Only You Knew (Album version) - Label : Beyond Records    | —                      | The Ladder                    |
| We Can Fly Part I(Radio Edit)                                                  | - Sortie : 13 juin 2011 - Face B : We Can Fly Part V - Label : Frontiers Records                                          | —                      | Fly from Here                 |
| The Ice Bridge (Radio Edit)                                                    | - Sortie : 23 juillet 2021 - Label :Inside Out Music                                                                      | —                      | The Quest                     |
| Cut from the stars (Radio Edit)                                                | - Sortie : 10 mars 2023 - Label : inside Out Music                                                                        | —                      | Mirror to the Sky             |
| "—" indique que l'album n'entra pas dans les classements musicaux de ces pays. | |                        |                               |

## DVD
- 1973 : Yessongs (VHS & DVD)
- 1987 : 9012Live: The Solos (VHS)
- 1991 : Yesyears – Retrospective (VHS & DVD)
- 1991 : Greatest Video Hits (Video & DVD)
- 1996 : Keys to Ascension (VHS & DVD)
- 1996 : Live in Philadelphia 1979 (VHS & DVD 2002)
- 1998 : Live 1975 at Q.P.R. (Queens Park Rangers) Vol. 1 (DVD)
- 1998 : Live 1975 at Q.P.R. Vol. 2 (DVD)
- 2002 : Symphonic Live (2 DVD avec orchestre et Tom Brislin aux claviers)
- 2003 : Yesspeak (Tour-DVD)
- 1993 : Yes: Live – 1975 at Q.P.R. (10 mai 1975 au stade Queens Park Rangers de Londres - 2 DVD)
- 2003 : House of Yes – Live from the House of Blues (DVD)
- 2003 : Yes - Close to The Edge (Rock Milestones) (DVD)
- 2004 : Inside Yes - An Independent Critical Review 1968-1973 (DVD)
- 2004 : Yes Acoustic (DVD, avec instruments acoustiques)
- 2005 : Songs From Tsongas – The 35th Anniversary Concert 2004 (2 DVD)
- 2006 : Yes - Total Rock Review With Steve Howe (DVD)
- 2006 : Yes - Their Definitive Fully Authorised Story (2 DVD)
- 2008 : Yes - Live in Montreux 2003 (DVD & Blu-Ray)
- 2009 : Yes - Live in Chile 1994 (DVD, 143 min, 17 titres, Stereo 2.0)
- 2009 : Yes - Rock Of The 70's (DVD)
- 2009 : Yes - The Lost Broadcasts (DVD)
- 2011 : Yes - Union Tour Live (Deluxe 2 DVD + 2 CD) Gonzo Multimedia Media Group
- 2021 : Tes - Union 30 Live - (Coffret 26CD+4DVD période 1991-1992)